# Corte d'appello di Salerno

Territorio del distretto di corte d'appello di Salerno

Il distretto della Corte d'appello di Salerno è formato dai circondari dei Tribunali ordinari di Nocera Inferiore, Salerno e Vallo della Lucania.
Costituisce una delle due Corti d'appello nel territorio della regione Campania. È stata istituita nel 1986 con l’incarico di Primo Presidente della Corte di Appello dott. Pietro Carbone.

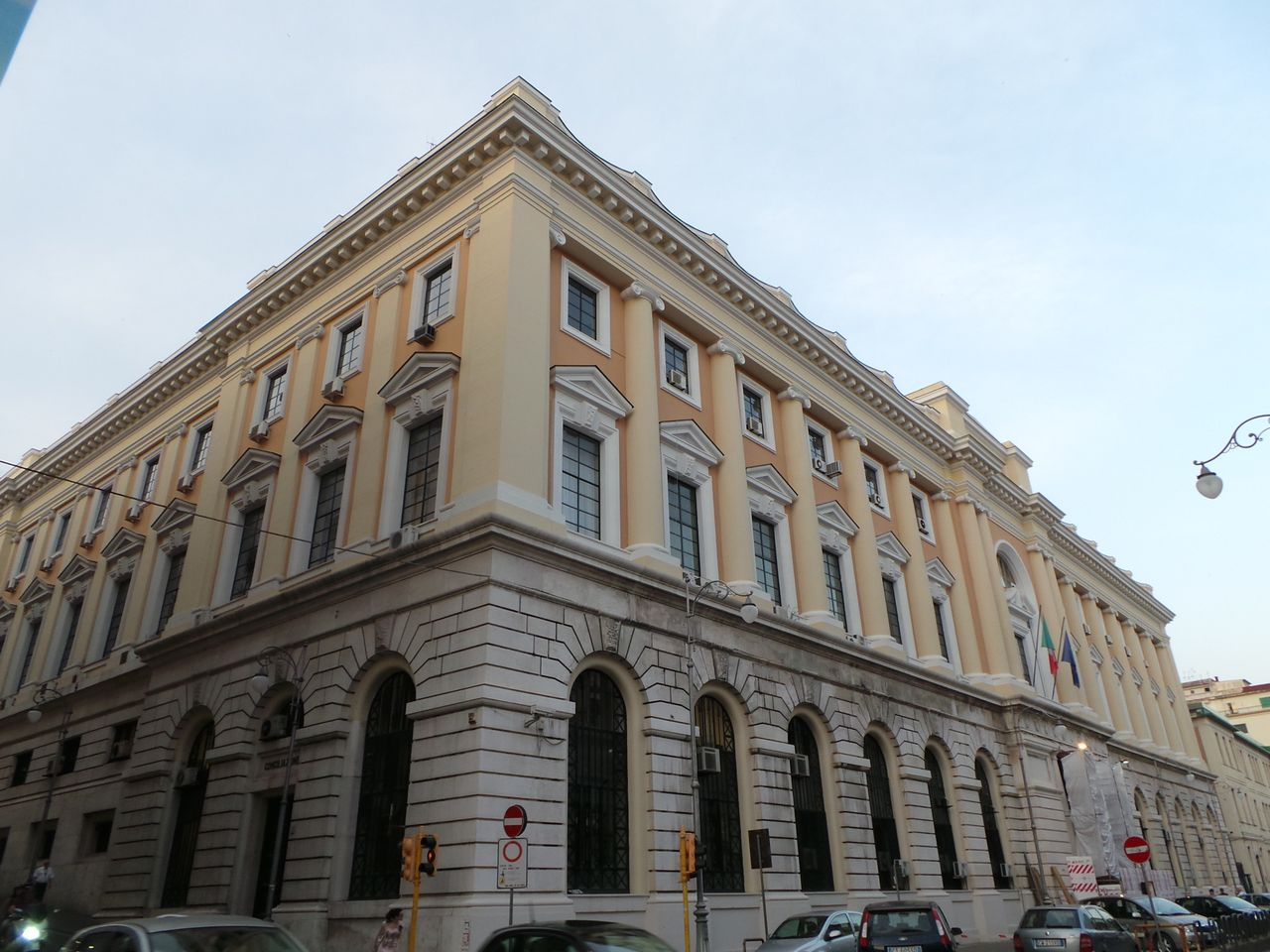
Palazzo di giustizia di Salerno

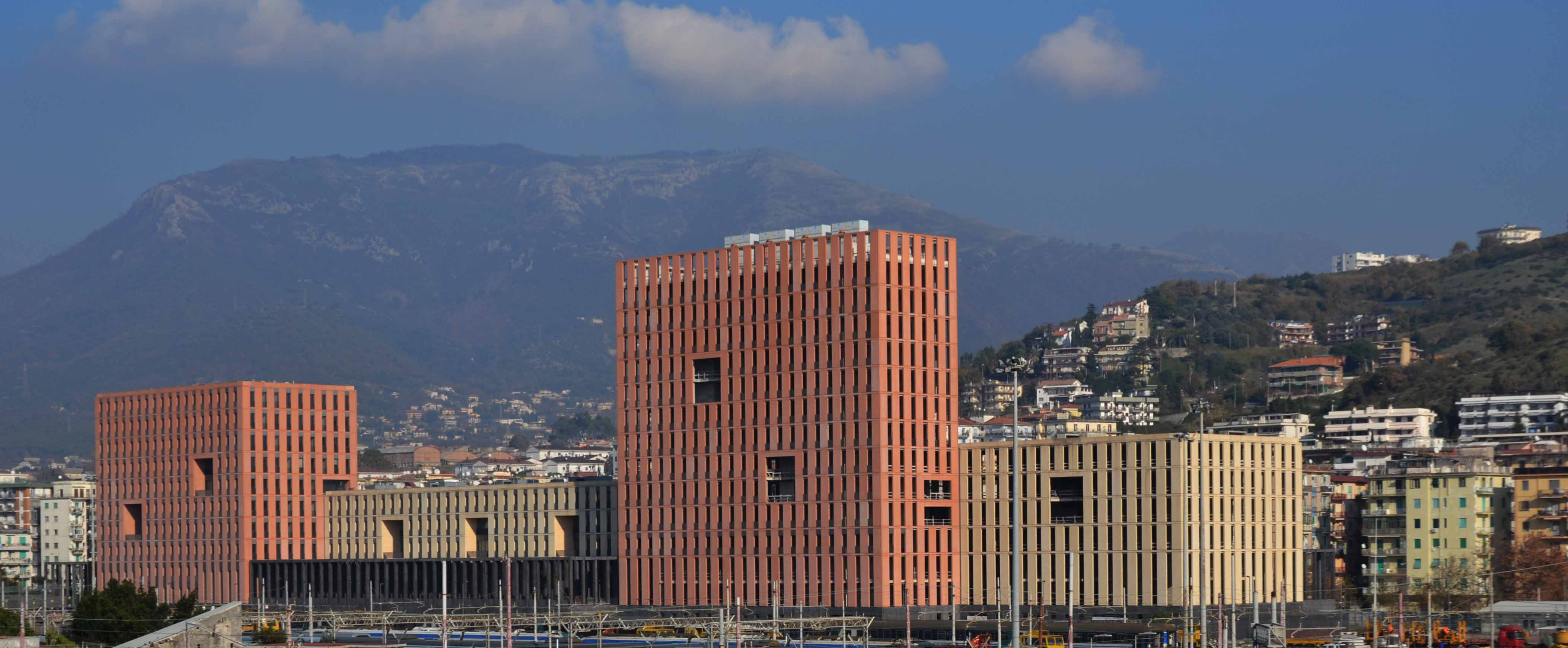
Cittadella giudiziaria di Salerno

## Competenza territoriale civile e penale degli uffici del distretto
Le circoscrizioni territoriali sono aggiornate al testo della legge 27 febbraio 2015, n. 11

## Tribunale di Nocera Inferiore

### Giudice di pace di Cava de' Tirreni
Cava de' Tirreni

### Giudice di pace di Mercato San Severino
Baronissi, Bracigliano, Calvanico, Fisciano, Mercato San Severino, Siano

### Giudice di pace di Nocera Inferiore
Angri, Castel San Giorgio, Corbara, Nocera Inferiore, Nocera Superiore, Pagani, Roccapiemonte, Sant'Egidio del Monte Albino, Scafati

### Giudice di pace di Sarno
San Marzano sul Sarno, San Valentino Torio, Sarno

## Tribunale di Salerno

### Giudice di pace di Amalfi
Amalfi, Atrani, Conca dei Marini, Furore, Maiori, Minori, Positano, Praiano, Ravello, Scala, Tramonti

### Giudice di pace di Buccino
Buccino, Castelnuovo di Conza, Colliano, Laviano, Palomonte, Ricigliano, Romagnano al Monte, San Gregorio Magno, Santomenna, Valva

### Giudice di pace di Capaccio Paestum
Capaccio Paestum, Giungano, Trentinara

### Giudice di pace di Eboli
Battipaglia, Campagna, Contursi Terme, Eboli, Oliveto Citra

### Giudice di pace di Montecorvino Rovella
Acerno, Bellizzi, Giffoni Valle Piana, Montecorvino Pugliano, Montecorvino Rovella, Olevano sul Tusciano, Pontecagnano Faiano

### Giudice di pace di Roccadaspide
Albanella, Altavilla Silentina, Aquara, Castel San Lorenzo, Controne, Felitto, Postiglione, Roccadaspide, Serre, Sicignano degli Alburni

### Giudice di pace di Salerno
Castiglione del Genovesi, Cetara, Giffoni Sei Casali, Pellezzano, Salerno, San Cipriano Picentino, San Mango Piemonte, Vietri sul Mare

### Giudice di pace di Sant'Angelo a Fasanella
Bellosguardo, Castelcivita, Corleto Monforte, Ottati, Roscigno, Sant'Angelo a Fasanella

## Tribunale di Vallo della Lucania

### Giudice di pace di Agropoli
Agropoli, Castellabate, Cicerale, Laureana Cilento, Lustra, Montecorice, Ogliastro Cilento, Omignano, Perdifumo, Prignano Cilento, Rutino, Serramezzana, Sessa Cilento, Torchiara

### Giudice di pace di Vallo della Lucania
Alfano, Ascea, Camerota, Campora, Cannalonga, Casal Velino, Castelnuovo Cilento, Celle di Bulgheria, Centola, Ceraso, Cuccaro Vetere, Futani, Gioi, Laurino, Laurito, Magliano Vetere, Moio della Civitella, Montano Antilia, Monteforte Cilento, Novi Velia, Orria, Perito, Piaggine, Pisciotta, Pollica, Roccagloriosa, Rofrano, Sacco, Salento, San Giovanni a Piro, San Mauro Cilento, San Mauro La Bruca, Stella Cilento, Stio, Torre Orsaia, Valle dell'Angelo, Vallo della Lucania

## Altri organi giurisdizionali competenti per i comuni del distretto

### Sezioni specializzate
- Corte d’assise di Salerno
- Corte d'assise d'appello di Salerno
- Sezioni specializzate in materia di impresa presso il Tribunale e la Corte d'appello di Napoli
- Tribunale Regionale delle acque pubbliche di Napoli
- Sezione specializzata in materia di immigrazione, protezione internazionale e libera circolazione dei cittadini dell'Unione europea presso il Tribunale di Salerno

### Giustizia minorile
- Tribunale per i minorenni di Salerno
- Corte d'appello di Salerno, sezione per i minorenni

### Sorveglianza
- Ufficio di sorveglianza: Salerno
- Tribunale di sorveglianza: Salerno

### Giustizia tributaria
- Commissione tributaria provinciale (CTP): Salerno
- Commissione tributaria regionale (CTR) Campania, sezione staccata di Salerno

### Giustizia militare
- Tribunale militare di Napoli
- Corte d’appello militare di Roma

### Giustizia contabile
- Corte dei Conti: Sezione Giurisdizionale, Sezione regionale di controllo, Procura regionale presso la sezione giurisdizionale (Napoli)[2]

### Giustizia amministrativa
- Tribunale Amministrativo Regionale per la Campania, sezione staccata di Salerno[3]

### Usi civici
- Commissariato per la liquidazione degli usi civici di Campania e Molise, con sede a Napoli